# Afroleptomydas stevensoni
Afroleptomydas stevensoni är en tvåvingeart som först beskrevs av Joseph Charles Bequaert 1938.  Afroleptomydas stevensoni ingår i släktet Afroleptomydas och familjen Mydidae.
Artens utbredningsområde är Zimbabwe. Inga underarter finns listade i Catalogue of Life.